# Eleccions presidencials del Brasil de 2014
Les eleccions presidencials del Brasil de 2014 es van celebrar en dues voltes. La primera va tenir lloc el 5 d'octubre de 2014, i la segona el 26 d'octubre de 2014. Van ser les setenes eleccions presidencials del país després de la promulgació de la Constitució Federal del 1988. La presidenta Dilma Rousseff, del Partit dels Treballadors (PT), va ser reelegida amb més de 54 milions de vots. La candidata del PT es va imposar a la segona volta amb el 51,64% dels vots vàlids, convertint-se en les eleccions més renyides del Brasil des de la redemocratització.